# Tracy (Montana)
Tracy es un lugar designado por el censo ubicado en el condado de Cascade en el estado estadounidense de Montana. En el Censo de 2020 tenía una población de 196 habitantes y una densidad poblacional de 204,17 habitantes por km². Fue incluido como CDP en el censo de 2020. 

## Geografía
Tracy se encuentra ubicado en las coordenadas 47°24′12″N 110°09′17″O / 47.40333, -110.15472. Según la Oficina del Censo de los Estados Unidos, tiene una superficie total de 0,96 km², todos correspondientes a tierra firme.